# 龙头竹
龙头竹（学名：Fargesia dracocephala）为禾本科箭竹属下的一个种。產於中國西南，是貓熊是主要食物之一。

## 扩展阅读
- 維基物種上的相關：龙头竹

1. ↑  Li, De-Zhu; Guo, Zhenhua; Stapleton, Chris, , Wu, Z. Y.; Raven, P.H.; Hong, D.Y.  (编),  22, Beijing: Science Press; St. Louis: Missouri Botanical Garden Press: 93, 2007  [2010-03-02], （原始内容存档于2012-01-09）